# Ида од Формбах-Рателнберга
Ида од Аустрије (око 1055-септембар 1101) била је жена Леополда II од Аустрије и учесница Крсташког рата 1101. године.

## Крсташки рат 1101.
У крсташки рат кренула је у склопу армије Вилијама IX од Аквитаније и Велфа IV који су предводили највећи крсташку армију у том походу (око 60.000 крсташа). Крсташи су намеравали да ослободе Боемунда Тарентског кога је у бици код Мелитене заробио владар Данишмена Малик Гази. Међутим, Турци су крсташима четврте армије припремили клопку у близини Хераклеје и посекли готово целокупну армију. Вилијам Аквитански и Велф су се спасли. У овој бици изгубио је живот и борац из Првог крсташког рата - Иго од Вермандоа. Ида од Аустрије је нестала, међутим, како се радило о једној од најлепших жена тога времена у Европи, око њеног нестанка су причане легенде. Неки од њих говоре да је доспела у харем неког од муслиманских принчева и родила сина, касније чувеног муслиманског ратника Зенгија.